# Jan Birkemose
Jan Birkemose (født 2. maj 1965) er en dansk journalist. Han blev uddannet i 1998 på Danmarks Journalisthøjskole. Han var ansat på Ekstra Bladet fra 1998-2002, hvor han var med til at starte Ugebrevet A4. Han var konstitueret redaktør i 2005, redaktør fra 2009 og ansvarshavende chefredaktør fra april 2013. Gennem sine 5 år som redaktør stod Jan Birkemose for en journalistisk linje, hvor en metodisk tilgang til historier baseret på tal og undersøgelser var med til at gøre A4 dagsordensættende i andre medier. Jan Birkemose var også manden, der transformerede Ugebrevet A4 fra et printmedie til et digitalt medie. I årene efter eksperimenterede han og A4 med nye præsentationsformer for talbaseret journalistik, for eksempel 'Navnehjulet'. 
Jan Birkemose var indtil august 2014 desuden direktør i selskabet bag Ugebrevet A4, Avisen.dk Aps.
I 2015 startede han sit eget engelsksprogede nichemedie med datadreven journalistik, Factocean.com. Er analytiker og rådgiver for medier og skriver analyser om journalistik, medier og innovation på bl.a. Mediawatch og Kommunikationsforum.
Jan Birkemose er søn af Erling Christensen og Kirsten Bente Henriksen og bror til Tina Birkemose.